# Storberget (ort)
Storberget (finska: Isovaara; tidigare namn) är en ort i Gällivare kommun, Norrbottens län. Orten ligger sju mil sydöst om Gällivare och har Hakkas som postadress. 
Orten var bebodd av Nils Petter Jönsson från 1834 och hade 35 invånare vid folkräkningen 1890. I juni 2023 fanns det enligt Ratsit fem personer över 16 år registrerade med Storberget som adress.